# Eray İşcan
Eray İşcan (Zonguldak, 19 juli 1991) is een Turkse oud-doelman.

## Carrière
İşcan begon zijn carrière in 2005 bij Kilimli Belediyespor. In 2008 tekende hij een contract bij de junioren van Beylerbeyi.
In het seizoen 2011/12 bracht coach Fatih Terim hem naar Galatasaray, waar hij eerst als doelman voor het tweede elftal uitkwam aangezien het eerste elftal al drie doelmannen had.
Na het vertrek van doelman Aykut Erçetin aan het begin van het seizoen 2012/13 werd İşcan aan de selectie van het eerste team toegevoegd.
Op 5 mei 2013 maakte hij zijn debuut als professionele speler in de Süper Lig in de kampioenswedstrijd van Galatasaray. In augustus 2019 tekende hij bij Kayserispor. Na avonturen bij Yeni Malatyaspor en Ankara Keçiörengücü, waar hij nauwelijks minuten wist te maken ging hij met pensioen.